# Mattinata (Leoncavallo)
«Mattinata» (en español: serenata matutina) es una canción compuesta por Ruggero Leoncavallo en 1904, dedicada a Enrico Caruso, quien fue el primero en interpretarla el 8 de abril de 1904, en Manhattan, Nueva York, en un estudio de grabación rudimentario montado en una de las salas de representación de un hotel de lujo. La grabación se hizo con un sencillo gramófono en una sola sesión y luego entregada a la Gramophone Company (luego denominada HMV).